# Волейбол в България

## История
За първи път играта волейбол е показана в Руското техническо училище в София през 1922 г. През 1924 г. дружество „Сила“ включва волейбола в своята програма за спортна подготовка, а през 1925 се организира и първото официално състезание по волейбол в България на II мъжка гимназия в София. Победител в това състезание става VII д клас.
През 1926 г. волейболът се разпространява и в Русе, Казанлък, Борисовград /дн. Първомай/, Варна, Пловдив, Перник, Пазарджик.
България е една от първите държави, в които се слага начало на организирано волейболно движение. Първите опити за това са през 1928 г. когато се решава, че в градското първенство по футбол на София ще могат да участват само тези спортни клубове, които имат отбори по волейбол и баскетбол.
През 1941 г. е създаден Съюз за игрите с ръчна топка /СИРТ/, който обединява волейбола и баскетбола в рамките на Българска национална спортна федерация /БНСФ/.
През 1942 г. е проведено първото национално първенство по волейбол като участват отбори от София, Варна, Пловдив и Враца. Първият шампион на България за мъже е отборът на „Раковски“, в състав: Р. Шаханов, Л. Петров, Б. Караиванов, Б. Стоилков, К. Томов и И. Живодеров. При жените първенец е съставът на „АС-23“, в състав: Балакчиева, Кирякова, Божилова, Игнатова, Иванова и Дермонска.
Първата официална международна проява на българския волейбол е на първата Балканиада в Букурещ през 1948 г. България заема 3-то място за мъже и жени, след Румъния и Югославия.
Българската федерация по волейбол е втората в света след чехословашката. Тя се отделя от Комитета за игрите с ръчна топка (КИРТ) през есента на 1947 г. с името Централен комитет по волейбол. През 1949 г. Комитетът по волейбол прераства в Републиканска секция по волейбол (РСВ) с учредително събрание, проведено през юли. Същата година България е приета за член на Международната федерация по волейбол (ФИВБ/FIVB).
В края на месец септември 1957 г. се провежда 53-тата сесия на МОК в София. По този повод на стадион „Васил Левски“ се организира демонстративен турнир по волейбол. С личното си присъствие помощ оказва и президентът на ФИВБ Пол Либо от Франция. Благодарение на този турнир, организиран в България, волейболът се приема за олимпийски спорт.

## Отличия
Националните отбори по волейбол на България имат 1 сребърен и 1 бронзов медал от Олимпийски игри; 1 сребърен и 4 бронзови медала от световни първенства; 1 златно, 1 сребърно и 6 бронзови отличия от европейски първенства.
Последният медал на Световно първенство (бронзов) е спечелен от мъжкия национален отбор в Япония през 2006 г. под ръководството на Мартин Стоев.
На игрите за Световната купа в Япония 2007 г. българският национален отбор по волейбол извоюва олимпийска квота за Олимпиадата в Пекин 2008.
Последният медал на Европейско първенство (бронзов) е спечелен от мъжкия национален отбор в Турция през 2009 под ръководството на Силвано Пранди.
През 2012 година на Олимпийските игри в Лондон, мъжкият национален отбор на България се класира на четвърто място.
През 2015 година на първите Европейски Олимпийски игри мъжкият национален отбор взима сребърен медал.

### Олимпийски игри

#### Мъже
- 2 място – 1980
- 4 място – 2012

#### Жени
- 3 място – 1980

### Европейски олимпийски игри

#### Мъже
- 2 място – 2015

### Световно първенство

#### Мъже
- 2 място – 1970
- 3 място – 1949, 1952, 1986, 2006
- 4 място – 1962

#### Жени
- 4 място – 1952, 1962

### Европейско първенство

#### Мъже
- 2 място – 1951
- 3 място – 1955, 1981, 1983, 2009

#### Жени
- 1 място – 1981
- 3 място – 1979, 2001